# 松井貞太郎

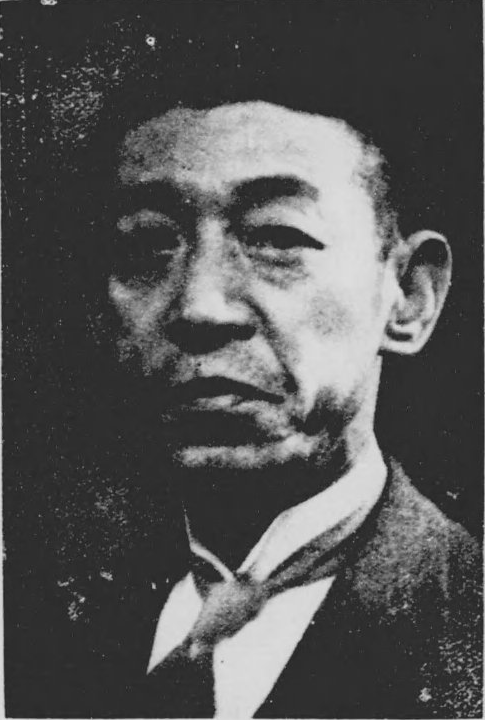
松井 貞太郎

松井 貞太郎（まつい ていたろう、1884年（明治17年）1月20日 - 1952年（昭和27年）9月3日）は、大正から昭和時代前期の政治家、実業家。奈良県奈良市長。貴族院多額納税者議員。

## 経歴・人物
奈良市出身。松井元淳の長男として生まれる。奈良県立五條中学校（現・奈良県立五條高等学校）、第四高等学校（現・金沢大学）大学予科第一部を経て、京都帝国大学法科に入学するが中途退学する。
製墨業を営み、1921年（大正10年）10月に奈良製墨同業組合長に就任。ついで産業銀行監査役などを経て、1927年（昭和2年）2月に奈良市町総代協会長に当選。さらに同年4月に奈良市学務委員、6月に奈良実業協会総務委員長に推された。1937年（昭和12年）10月8日、奈良市長に就任した。
その後、1939年（昭和14年）奈良県多額納税者として貴族院議員に互選され、同年9月29日に就任。1941年（昭和16年）5月、大政翼賛会中央協力会議員を経て、翌年の1942年（昭和17年）9月に同会の奈良県支部事務局長に就任した。ほか、製墨業・古梅園12世を務めた。1946年（昭和21年）4月13日、貴族院議員を辞職した。後に公職追放となった。

## 著作
- 『古梅園墨談』奈良・古梅園本店、1936年。

## 親族
- 父：松井元淳（奈良市長、古梅園11世）[2][4][6]
- 弟：芹川庸二郞（古梅園経営、製墨業）[4][9]
- 子：松井元慎（古梅園13世）[2][6]